# Hadjdji Husayn I Paixà
Hadjdji Husayn I Paixà conegut com a Mezzomorto o Mezemorta ("Mezzomorto" és un mot italià que vol dir "mig mort" - en turc modern Mezomorto Hüseyin Paşa - fou un corsari i governador otomà d'Algèria. Generalment se'l considera català de Mallorca on hauria nascut abans de la meitat del segle xvii.
La primera vegada que és esmentat fou el 1674. Va ser malferit en una batalla naval contra els espanyols, i encara que la ferida era aparentment mortal, es va salvar i va rebre per això el malnom de Mezzomorto. La seva activitat corsària el va convertir en un dels principals personatges d'Alger. Per les activitats de Mezzomorto i altres corsaris, el francesos van enviar el 1682 una flota dirigida per l'almirall Duquesne. El dey Hasan Baba va retornar de Tlemcen on feia una expedició, i els francesos van arribar davant la capital el dia 29 de juliol de 1682. La ciutat fou bombardejada fins al 12 de setembre, però no van obtenir cap resultat i els francesos se'n van anar. El 1683 Duquesne va retornar i el 26 de juny va reprendre el bombardeig. Hasan Baba va acceptar negociar i va lliurar alguns ostatges entre els quals un rais (cap) que considerava el seu rival, de nom Hadjdji Husayn conegut com a Mezzomorto, però aquest, molt hàbilment, va saber guanyar el suport de Duquesne que el va alliberar i amb l'ajut d'altres corsaris va atacar a Hasan que fou mort ràpidament el 22 de juliol. Husayn va assolir poder (Hadjdji Husayn I Paixà). Però llavors va decidir enfrontar als francesos, i va començar a tirar contra la flota de Duquesne fins que aquesta va haver d'aixecar el bloqueig i abandonar la zona.
El 1684 va signar un acord de pau amb Lluís XIV de França. El 1686 la Porta el va convidar a enviar vaixells per combatre a la campanya de Morea.
Va deixar el govern i el 1688, quan es va trencar la pau amb França i Alger fou altra vegada bombardejada, Husayn va atacar amb els seus vaixells les costes franceses. El 1689 la Porta el va nomenar kapudan paixà però abans de l'arribada de l'orde a Alger, Husayn va haver d'abandonar aquesta ciutat al pujar al poder Ahmed Shaban II, havent de fugir cap a Tunis (i més tard a Istanbul) passant el càrrec de kapudan paixà a Misirlizade Ibrahim Pasha.
El 1690 va rebre l'encàrrec de dirigir la flota del Danubi en les operacions contra Vidin; després va exercir el comandament de la flota a la mar Negra i el 1692, davant del perill d'un atac venecià a les illes de la mar Egea, fou nomenat sandjakbegi de Rodes amb el comandament dels kalyuns (galions) imperials. El 1694 els venecians van ocupar Quios (Sakiz) i la Porta va enviar a la zona una flota sota comandament del kapudan paixà Amudja-zade Husayn Pasha, que va enfrontar als venecians en dues batalles a les illes Spalmadori a la badia de Quios (febrer de [1695]) i els va derrotar, amb destacada participació d'Hadjdji Husayn; els venecians es van veure obligats a evacuar l'illa el maig del 1695, i Amudja-zade Husayn Pasha fou nomenat muhafiz de Quios per poc temps.
Finalment fou nomenat kapudan paixà el maig de 1695 succeint a Amudja-zade Husayn Pasha que va rebre el govern d'Adana. Es va dedicar a combatre els venecians a la mar Egea i va derrotar una flota veneciana a Lesbos (Midilli) que es dirigia a Quios i Cos, el setembre de 1695; el 1696 va participar en les operacions a Morea i va enfrontar la flota veneciana dirigida per Alessandro Molino entre Andros i Eubea i després li va lliurar batalla prop de Tènedos (5 de juliol de 1697) causant-li una greu derrota; la va derrotar per segona vegada davant Andros l'1 de setembre de 1697. El 21 de setembre de 1698 va enfrontar a la flota veneciana dirigida per Giacomo Cornaro en aigües de Lesbos, batalla en la qual les dues parts es van atribuir la victòria.
Després de la pau de Karlowitz (1699) va romandre com a kapudan paixà algun temps fins a la seva mort el 1701 a l'illa de Paros; el nomenament del seu successor al càrrec, Abd al-Fattah Pasha, és de l'agost del 1701. Va ser enterrat a Quios.